# 138
138 рік — невисокосний рік, що почався в середу за григоріанським календарем. 

Римська імперія •  Парфянське царство •  Кушанське царство •  Східна Хань •  Сармати

## Геополітична ситуація
У Римській імперії імператора Адріана змінив імператор Антонін Пій (до 161). Імперія  займає Апеннінський, Піренейський та Балканський півострови, Галлію, частину Британії, Близький Схід, Північну Африку включно з Єгиптом. 
Наймогутніша держава центральної Азії — Парфянське царство. Наймогутніша держава Індостану — Кушанське царство. Династія Хань править у Китаї.  Корейський півострів ділять між собою Три корейські держави. 
Триває докласичний період цивілізації мая.
На території майбутньої України, в степах Причорномор'я, кочують сармати, північніше — племена Черняхівської культури.

## Події

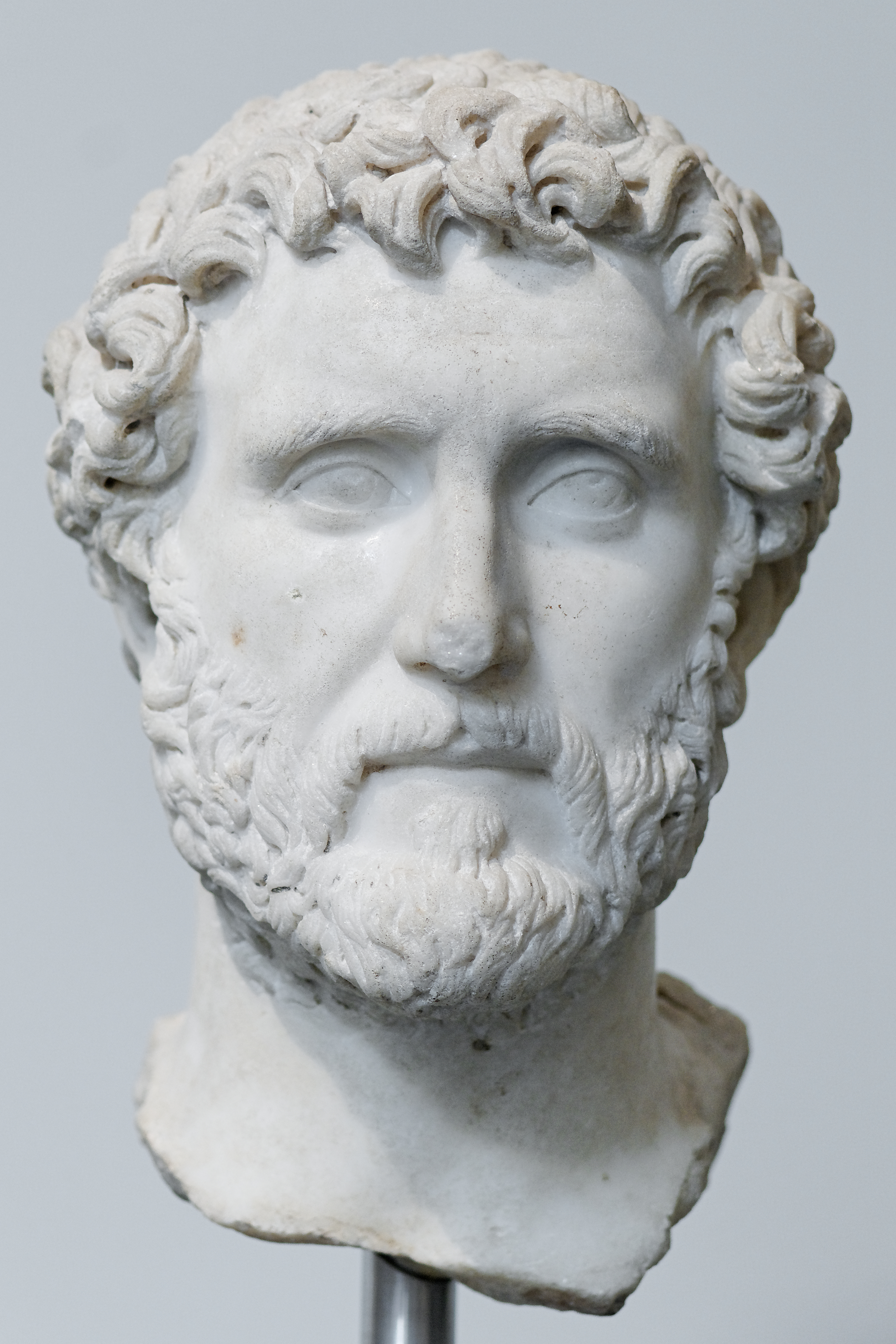
Римський імператор Антонін Пій

- Римськими консулами були Кан Юній Нігер та Гай Помпоній Камерін.
- Імовірно цього року почався понтифікат папи Гігіна[1] (за іншими даними — з 136).
- 25 лютого помер Елій Вер, якого римський імператор Адріан обрав спадкоємцем. Адріан тоді   усиновив Арія Антоніна й зробив його своїм соратником у проконсульській та трибунській владі. Антонін усиновив Луція Вера, сина Елія Вера, та Марка Аврелія (Марка Аннія Вера, небожа дружини Антоніна).
- 10 липня Адріан помер і римським імператором став Антонін Пій.
- Імператор Атонін послав Квінта Лоллія Урбіка пацифікувати племена, що нападали на римські володіння в Британії.

## Народились
- Лю Цзуань — 10-й імператор династії Пізня Хань у 145–146 роках. Посмертне ім'я Чжи-ді.

## Померли
- 1 січня — Луцій Елій Цезар — державний та військовий діяч Римської імперії[2].
- 10 липня — Публій Елій Адріан, давньоримський імператор.
- Маній Лаберій Максим — державний та військовий діяч Римської імперії.
- Марк Анній Вер — державний діяч Римської імперії.